# Prix Pólya (MAA)
Pour les articles homonymes, voir Prix Pólya.
Le prix George Pólya est un prix mathématique créé en 1976 et décerné depuis 1977 par la Mathematical Association of America (MAA) pour des articles de qualité publiés dans The College Mathematics Journal (en) édité par la MAA. Le prix, nommé d'après le mathématicien George Pólya, récompense jusqu'à deux lauréats par an avec un prix d'un montant de 500 dollars. La plupart des articles lauréats sont accessibles à tous

## Lauréats
| Année | Lauréat(s)                                                         | Article |
| ----- | ------------------------------------------------------------------ | --- |
| 2021  | Holly Middleton-Spencer et James Christian                         | On the Nth Roots of -1 and Complex Basin Boundaries: Fractals from Newton-Raphson , vol 51:2 (2020), 95–104. DOI:10.1080/07468342.2020.1703452 |
| 2021  | Adam Hammett                                                       | Euler's Limit and Stirling's Estimate , vol 51:5, 330–336. DOI:10.1080/07468342.2020.1811058                                                   |
| 2020  | Adam Glesser, Matt Rathbun, Isabel M. Serrano, Bogdan Suceavă (en) | Eclectic Illuminism: Applications of Affine Geometry , vol 50:2 (2019), 82–92                                                                  |
| 2020  | Christopher J. Catone                                              | Bringing Calculus into Discrete Math via the Discrete Derivative, vol 50:1 (2019), 21–27                                                       |
| 2019  | Stanley R. Huddy, Michael A. Jones                                 | The Calculus Behind Generic Drug Equivalence vol 49:1 (2018), 2–9                                                                              |
| 2019  | Peter McGrath                                                      | Newton’s Shell Theorem via Archimedes’ Hat Box and Single Variable Calculus vol 49:2 (2018), 109–113                                           |
| 2018  | Ben Blum-Smith, Samuel Coskey                                      | Fundamental Theorem on Symmetric Polynomials: History’s First Whiff of Galois Theory vol 48:1 (2017), 18–29                                    |
| 2018  | Stephen Kaczkowski                                                 | Mathematical Models for Global Mean Sea Level Rise vol 48:3 (2017), 162–169                                                                    |
| 2017  | Viktor Blåsjö                                                      | How to Find the Logarithm of Any Number Using Nothing But a Piece of String                                                                    |
| 2017  | Travis Kowalski                                                    | The Sine of a Single Degree |
| 2016  | Gordon Hamilton, Kiran S. Kedlaya (en), et Henri Picciotto         | Square-Sum Pair Partitions |
| 2016  | Hassan Boualem et Robert Brouzet                                   | To Be (a Circle) or Not To Be? |
| 2015  | Michael Brilleslyper et Lisbeth Schaubroeck                        | Locating Unimodular Roots |
| 2015  | David Joyner                                                       | The Man Who Found God's Number |
| 2014  | Adam E. Parker                                                     | Who Solved the Bernoulli Differential Equation and How Did They Do It?, Vol. 44:2, (2013), 89-97.                                              |
| 2014  | Christiane Rousseau                                                | How Inge Lehmann Discovered the Inner Core of the Earth, Vol. 44:5, (2013), 399-408                                                            |
| 2013  | Jacob Siehler                                                      | The Finite Lamplighter Groups: A Guided Tour, Vol. 43:3, (2012), 203-211.                                                                      |
| 2013  | David Applegate (en), Marc LeBrun, Neil Sloane                     | Carryless Arithmetic Mod 10, Vol. 43:1,(2012), 43-50.                                                                                          |
| 2012  | T.S. Michael                                                       | Guards, Galleries, Fortresses, and the Octoplex, Vol. 42:3 (2011), 191–200.                                                                    |
| 2012  | Leslie A. Cheteyan, Stewart Hengeveld, Michael A. Jones            | Chutes and Ladders for the Impatient, Vol. 42:1 (2011), 2–8.                                                                                   |
| 2011  | Jonathan K. Hodge, Emily Marshall, Geoff Patterson                 | Gerrymandering and Convexity, Vol. 41:4 (2010), 312–324                                                                                        |
| 2011  | John Martin                                                        | The Helen of Geometry, Vol. 41:1 (2010), 17–27.                                                                                                |
| 2010  | Andrew Barker (en)                                                 | Evolutionary Stability in the Traveler's Dilemma, Vol. 40:1 (2009), 33–38                                                                      |
| 2010  | Curtis Feist, Ramin Naimi                                          | Topology Explains Why Automobile Sunshades Fold Oddly, Vol. 40:2 (2009), 93–98                                                                 |
| 2009  | Lawrence Brenton                                                   | Remainder Wheels and Group Theory, Vol. 39, no. 2, March 2008, 129–135                                                                         |
| 2009  | Greg N. Frederickson                                               | Designing a Table Both Swinging and Stable, Vol. 39, no. 4, September 2008, 258–266                                                            |
| 2008  | Roland Minton, Timothy J. Pennings                                 | Do Dogs Know Bifurcations?, Vol. 38, no. 5, November 2007, 356–361                                                                             |
| 2008  | Andrew J. Simoson                                                  | Pursuit Curves for the Man in the Moone, Vol. 38, no. 5, November 2007, 330–338                                                                |
| 2007  | Richard Jerrard, Joel Schneider, Ralph Smallberg, John Wetzel      | Straw in a Box, Vol. 37, March 2006, 93–102 |
| 2007  | Allen Schwenk                                                      | Distortion of Average Class Size: The Lake Wobegon Effect, Vol. September 2006, 293–296                                                        |
| 2006  | Ezra Brown                                                         | Phoebe Floats!, mars 2005, 114–122 |
| 2006  | James Sandefur                                                     | A Geometric Series from Tennis, mai 2005, 224–226                                                                                              |
| 2005  | Brian Hopkins, Robin Wilson                                        | The Truth About Königsberg, mai 2004, page 198                                                                                                 |
| 2005  | Stephen M. Walk                                                    | Mind Your ∃s and ∀s, novembre 2004, page 362                                                                                                   |
| 2004  | Greg N. Frederickson                                               | A New Wrinkle on an Old Folding Problem, September, 2003, Vol. 34(4) pp. 258–263                                                               |
| 2003  | David L. Finn                                                      | Can a Bicycle Create a Unicycle Track?, Vol. 33 (2002), 283-292                                                                                |
| 2003  | Dan Kalman                                                         | An Undetermined Linear System for GPS, Vol. 33 (2002), 384–390                                                                                 |
| 2002  | Timothy G. Feeman                                                  | Conformality, the Exponential Function, and World Map Projections. Vol, 32, November 2001, 334–342                                             |
| 2001  | Ezra Brown                                                         | Three Fermat Trails to Elliptic Curves, Vol. 31, No. 3, (2000), 162–172                                                                        |
| 2001  | Chip Ross, Jody M. Sorensen                                        | Will the Real Bifurcation Diagram Please Stand Up!, Vol. 31, No.1, (2000), 2–14                                                                |
| 2000  | Ezra Brown                                                         | Square roots from 1;24,51,10 to Dan Shanks, Vol. 30 (1999), 82-95                                                                              |
| 2000  | Martin Gardner                                                     | The asymmetric propeller, Vol. 30 (1999), 18–22                                                                                                |
| 1999  | Aaron Klebanoff, John H. Rickert                                   | Studying the Cantor Dust at the Edge of the Feigenbaum Diagrams, Taco, Vol. 29 (1998), 189–198                                                 |
| 1999  | David Bleecker (de), Lawrence J. Wallen                            | The World's Biggest Taco, Vol. 29 (1998), 2–17                                                                                                 |
| 1998  | Kevin G. Kirby                                                     | Of Memories, Neurons, and Rank-One Corrections, Vol. 28 (1997), 2–19                                                                           |
| 1998  | Aimee Johnson, Kathleen Madden                                     | Putting the Pieces Together: Understanding Robinson's Nonperiodic Tilings, Vol. 28 (1998), 172–181                                             |
| 1997  | Chris Christensen et Shreeram Shankar Abhyankar                    | Newton's Method for Ressolving Affected Equations, Vol. 27 (1996), 330–340                                                                     |
| 1997  | Leon Harkleroad                                                    | How Mathematicians Know What Computers Can't Do, Vol. 27 (1996), 37–42                                                                         |
| 1996  | John H. Ewing                                                      | Can We See the Mandelbrot Set?, Vol. 26 (1995), 90–99                                                                                          |
| 1996  | James G. Simmonds                                                  | A New Look at an Old Function, e, Vol. 26 (1995), 6–10                                                                                         |
| 1995  | Anthony P. Ferzola                                                 | Euler and Differentials, Vol. 25 (1994), 102–111                                                                                               |
| 1995  | Paulo Ribenboim                                                    | Prime Number Records, Vol. 25 (1994), 280–290                                                                                                  |
| 1994  | Charles W. Groetsch (en)                                           | Inverse Problems and Torricelli's Law, Vol. 24 (1993), 210–217                                                                                 |
| 1994  | Dan Kalman                                                         | Six Ways to Sum a Series, Vol. 24 (1993), 402–421                                                                                              |
| 1993  | L. H. Lange, J. W. Miller                                          | A Random Ladder Game: Permutations, Eigenvalues, and Convergence of Markov Chains,Vol. 23 (1992), 373–385                                      |
| 1993  | D. N. MacKenzie                                                    | Triquetras and Porisms, Vol. 23 (1992), 118–131                                                                                                |
| 1992  | William Dunham                                                     | Euler and the Fundamental Theorem of Algebra, Vol. 22 (1991), 282–293                                                                          |
| 1992  | Howard Eves (en)                                                   | Two Surprising Theorems on Cavalieri Congruence, Vol. 22 (1991), 118–124                                                                       |
| 1991  | William B. Gearhart, Harris S. Shultz                              | The Function Sin x/x, Vol. 21 (1990), 90–99 |
| 1991  | Mark F. Schilling                                                  | The Longest Run of Heads, Vol. 21 (1990), 196–207                                                                                              |
| 1990  | Israel Kleiner                                                     | Evolution of the Function Concept: A Brief Survey, Vol. 20 (1989), 282–300                                                                     |
| 1990  | D. Neidinger                                                       | Automatic Differentiation & APL, Vol. 20 (1989), 238–251                                                                                       |
| 1989  | Beverly L. Brechner, John C. Mayer                                 | Antoine's Necklace – or How to Keep a Necklace from Falling Apart, Vol. 19 (1988), 306–320                                                     |
| 1989  | Edward Rozema                                                      | Why Should We Pivot in Gaussian Elimination?, Vol. 19 (1988), 63–72                                                                            |
| 1988  | Dennis M. Luciano, Gordon D. Pritchett                             | Cryptology: From Caesar Ciphers to Public-Key Cryptosystems, Vol. 18 (1987), 2–17                                                              |
| 1988  | V. Frederick Rickey (en)                                           | Isaac Newton: Man, Myth, and Mathematics, Vol. 18, (1987), 362–389                                                                             |
| 1987  | Irl C. Bivens                                                      | What a Tangent Line Is When It Isn't a Limit, Vol. 17 (1986), 133–143                                                                          |
| 1987  | Constance Reid                                                     | The Autobiography of Julia Robinson, Vol. 17 (1986), 2–21                                                                                      |
| 1986  | Philip J. Davis                                                    | What Do I Know? A Study of Mathematical Self-Awareness, Vol. 16 (1985), 22–41                                                                  |
| 1985  | Anthony Barcellos                                                  | The Fractal Geometry of Mandelbrot, Vol. 15 (1984), 98–114                                                                                     |
| 1985  | Kay Dundas                                                         | To Build a Better Box, Vol. 15 (1984), 30–36                                                                                                   |
| 1984  | Ruma Falk (en), Maya Bar-Hillel (en)                               | Probabilistic Dependence Between Events, Vol. 14 (1983), 240–247                                                                               |
| 1984  | Richard J. Trudeau                                                 | How Big is a Point?, Vol. 14 (1983), 295–300                                                                                                   |
| 1983  | Paul R. Halmos                                                     | The Thrills of Abstraction, Vol. 13 (1982), 243–251                                                                                            |
| 1983  | Douglas R. Hofstadter                                              | Analogies and Metaphors to Explain Gó's Theorem, Vol. 13 (1982), 98–114                                                                        |
| 1983  | Warren Page, V.N. Murty                                            | Nearness Relations Among Measures of Central Tendency and Dispersion, Part 1, Vol. 13 (1982), 315–327                                          |
| 1982  | John A. Mitchem                                                    | On the History and Solution of the Four-Color Map Problem, Vol. 12 (1981), 108–116                                                             |
| 1982  | Peter L. Renz                                                      | Mathematical Proof: What It Is and What It Ought to Be, Vol. 12 (1981), 83–103                                                                 |
| 1981  | Gulbank D. Chakerian                                               | Circles and Spheres, Vol. 11 (1980), 26–41 |
| 1981  | Robert G. Dean, Ennis D. McCune, William D. Clark                  | Calculators to Motivate Infinite Composition of Functions, Vol. 11 (1980), 189–195                                                             |
| 1980  | Robert Nelson                                                      | Pictures, Probability, and Paradox, Vol. 10 (1979), 182–190                                                                                    |
| 1980  | Hugh F. Ouellette and Gordon Bennett                               | The Discovery of a Generalization: An Example in Problem Solving,Vol. 10 (1979), 100–106                                                       |
| 1979  | Richard L. Francis                                                 | A Note on Angle Construction, Vol. 9 (1978), 75–80                                                                                             |
| 1979  | Richard Plagge                                                     | Fraction without Quotients: Arithmetic of Repeating Decimals, Vol. 9 (1978), 11–15                                                             |
| 1978  | Allen H. Holmes, Walter Sanders, John W. LeDuc                     | Statistical Inference for the General Education Student – It Can Be Done, Vol. 8 (1977), 223–230                                               |
| 1978  | Frieda Zames (en)                                                  | Surface Area and the Cylinder Area ParadoxVol. 8 (1977), 207–211                                                                               |
| 1977  | Anneli Cahn Lax                                                    | Linear Algebra, A Potent Tool, Vol. 7 (1976), 3–15                                                                                             |
| 1977  | Julian Weissglass                                                  | Small Groups: An Alternative to the Lecture Method, Vol. 7 (1976), 15–20                                                                       |